# Cute (grupo musical)
°C-ute (℃-ute (キュート), Kyūto) é um grupo pop feminino japonês dentro da Hello! Project. Possui 5 integrantes, Maimi Yajima de 25 anos e é a líder do grupo, Saki Nakajima com 23 anos, Airi Suzuki com 23 anos, Chisato Okai com 22 anos e Mai Hagiwara com 21 anos onde todas fazem parte do Hello! Pro Kids (juntamente com as integrantes do Berryz Kobo) que completou 10 anos em 2012.
Em 20 de agosto de 2016, foi anunciada a separação do grupo após um concerto na Saitama Super Arena, que aconteceu em junho de 2017.

## Algumas informações
| Nome                      | Data de Aniversário | Idade | Atual Cor | Antiga cor | Notas                                        | Motivos da graduação                                                                                               | Membro de um sub-grupo                                  | Antigo membro de um sub-grupo                                                 |  |
| ------------------------- | ------------------- | ----- | --------- | ---------- | -------------------------------------------- | --- | ------------------------------------------------------- | ----------------------------------------------------------------------------- |  |
| Maimi Yajima (矢島 舞美)  | fevereiro 7, 1992   | 33    |           |            | Vocal Principal, Dançarina Principal e Líder | | Hello! Project Station Dance Club e Hello! Project Kids | ZYX, H.P. All Stars, High-King, DIY♡ e Mellowquad                             |  |
| Saki Nakajima (中島 早貴) | fevereiro 5, 1994   | 31    |           |            | Vocal de Apoio e Dançarina Principal         | | Hello! Project Station Dance Club e Hello! Project Kids | Athena & Robikerottsu, H.P. All Stars, Guardians 4, PetitmoniV, DIY♡ e HI-FIN |  |
| Airi Suzuki (鈴木 愛理)   | abril 12, 1994      | 30    |           |            | Vocal Principal                              | | Buono! Hello! Project Kids                              | Aa!, H.P. All Stars e Dia Lady                                                |  |
| Chisato Okai (岡井 千聖)  | junho 21, 1994      | 30    |           |            | Vocal Principal                              | | Hello! Project Kids                                     | H.P. All Stars, Athena & Robikerottsu, Tanpopo#, Mellowquad                   |  |
| Mai Hagiwara (萩 原舞)    | fevereiro 7, 1996   | 29    |           |            | Vocal de Apoio                               | | Hello! Project Kids                                     | H.P. All Stars, Kira Pika, PetitmoniV e HI-FIN                                |  |
| Megumi Murakami (村上 愛) | junho 6, 1992       | 32    |           |            | Vocal Principal                              | Retirada em 31 de outubro de 2006 para continuar com a vida normal.                                                |                                                         | Hello! Project Kids, ZYX, H.P. All Stars, Sexy Otonajan e ºC-ute              |  |
| Kanna Arihara (有原 栞菜) | junho 15, 1993      | 31    |           |            | Vocal de Apoio                               | Afastada em fevereiro de 2009 para tratar uma deformidade em seu pé e em julho anunciou que não voltaria ao grupo. |                                                         | ºC-ute e Hello! Pro Egg                                                       |  |
| Erika Umeda (梅田 えりか) | maio 24, 1991       | 33    |           |            | Vocal de Apoio                               | Graduada em 25 de outubro de 2009 para seguir carreira de modelo.                                                  |                                                         | Hello! Project Kids, ZYX, H.P. All Stars e ºC-ute                             |  |

* Todas as cores são aproximadas.

## História
2005 - Formação do °C-ute.
- °C-ute foi formado no ano de 2005, composto por sete meninas da Hello! Project Kids que não foram escolhidas para formar o grupo Berryz Koubou. O grupo foi oficialmente anunciado em 11 de junho de 2005, apesar de sua formação tenha espalhado boatos por vários meses antes.
- Antes da formação da banda, alguns membros trabalharam com membros do Morning Musume em projetos paralelos, como Aa! e ZYX, assim como o Mini Moni e o filme Okashi na DaibÅ ken.

2006 - Primeiro single e primeira perda.
- Em janeiro de 2006, Kanna Arihara, uma Hello! Pro Egg, foi introduzida no início da Hello! Project Winter 2006 tour, como parte da equipe do Wonderful Hearts.
- Em 6 de maio de 2006, foi lançado o primeiro single do grupo "Massara Blue Jeans".
- Em 31 de outubro de 2006, Megumi Murakami deixou o grupo para prosseguir os seus estudos na escola.

2007 - Grande estréia e seu primeiro single oficial.
- Em 21 de fevereiro de 2007, °C-ute lançou seu primeiro single oficial "Sakura Chirari", sem Megumi. No primeiro dia de estreia, ficou em terceiro lugar no Top Oricon, uma façanha não realizada por Morning Musume (que tinha classificado em 6 lugar em seu primeiro single oficial). Com o seu single de estreia, elas se tornaram o grupo mais jovem (com idade média de 13 anos) a classificação no top 10.

- Em 30 de dezembro de 2007, °C-ute foi escolhido como o Novo Melhor Artista do Ano na Japan Record Award e acabaram ganhando. O ano terminou com a estreia do grupo na 58 NHK Kōhaku Uta Gassen, uma mostra anual de música transmitido em 31 de dezembro. Elas realizaram um número juntamente com Morning Musume, Berryz Koubou e com as Hello! Project Eggs.

2008 - Uma surpresa!
- No final de 2008, °C-ute foi nomeado de novo para o Japan Record Award com a música " Edo no Temari Uta II ", que foi escolhido como um dos melhores trabalhos do ano, mas perdeu para Exile e teve que se contentar com um Gold Award.

2009 - Duas perdas em um único ano.
- Em 26 de fevereiro de 2009, Kanna Arihara anunciou que estava tendo dificuldades para executar no palco devido a ter valgo, deformidade ou joanete, e não seria capaz de assistir Hello! Project's 10th Anniversary Fanclub naquela semana. Ela também estaria ausente da Hello! Project activities, incluindo atividades do °C-ute durante o seu tratamento. Kanna, em seguida, anunciou em julho de 2009, que havia deixado a Hello! Project e °C-ute, não voltaria e iria continuar a vida como uma garota normal.

- Em 1 de agosto de 2009, foi anunciado que Erika Umeda iria sair do °C-ute e da Hello! Project para seguir seu sonho de se tornar uma modelo. Sua formatura foi definida para ser realizada em 25 de outubro de 2009, em Osaka, junto com o fim de sua turnê 2009 da queda.  As cores oficiais se tornaram: Maimi Yajima - vermelho, Airi Suzuki - rosa, Chisato Okai - verde, Mai Hagiwara - amarelo e Saki Nakajima - azul.

2010 - Primeiro ano com 5 membros.
- Em 27 de novembro de 2010, Chisato Okai lançou um single cover no iTunes e é atualmente o único membro do grupo a ter feito isso. Foi divulgado no canal do próprio °C-ute (ocutechannel), Chisato Okai fazendo danças caseiras de alguns singles do próprio grupo em sua própria casa e foi o maior sucesso. Dance de Bakoon, single de °C-ute, foi visto mais de um milhão de vezes até o final de janeiro de 2011. Ela também dançou Okina Ai de Motenashite (°C-ute), Massara Blue Jeans (°C-ute), Forever Love (°C-ute), Yume Miru 15 Sai (S/Mileage) e cantou Love Namido Iro (ex-solista do H!P Aya Matsuura). Como comemoração, °C-ute divulgou no YouTube o 18º single, Aitai Lonely Christmas. Neste mesmo ano, Chisato Okai lançou seu primeiro photobook onde todos os seus fãs o aguardavam ansiosamente pois foi a última integrante a faze-lô.

2011 - Ano de novidades!
- Em 18 de junho, o concerto °C-ute da Primavera intitulada Cho Wonderful! foi transmitido ao vivo no YouTube. A transmissão foi um grande sucesso, como foi mais tarde confirmada pela líder Maimi Yajima em seu blog e pela gestão da Agência Up-Front no Twitter , havia 93.144 espectadores que assistiram ao YouTube broadcast. No mesmo ano Chisato Okai fez dois shows solo, a primeira integrante a fazer um show solo.

2012 - Ano do ºC-ute.
- Seu primeiro single do ano foi o Kimi wa Jitensha Watashi wa Densha de Kitaku, que vendeu mais de 40 mil no ranking semanal, quebrando seu antigo recorde do single Tokaikko Junjō que vendeu um pouco mais de 38 mil. Ao todo, o décimo oitavo single de ºC-ute, vendeu 46 mil cópias.

- Em 5 de setembro, ºC-ute lançou seu décimo nono single, Aita Aitai Aitai na, onde em sua primeira semana de vendas foram vendidas 47 mil cópias, quebrando o seu antigo recorde lançado no mesmo ano. Aitai Aitai Aitai na, vendeu quase 50 mil cópias.

- ºC-ute lançou dois álbuns, o Dai nana sho 「Utsukushikutte gomen ne」, que vendeu pouco mais de 8 mil cópias (álbum menos vendido na carreira do ºC-ute) e o 2 ℃-ute Shinsei Naru Best Album, que vendeu um pouco mais de 17 mil cópias (segundo álbum mais vendido na carreira do ºC-ute).

- Além do mais, dois shows do grupo foram mostrados ao vivo pelo YouTube, no canal oficial do grupo (ocutechannel) e assim é o único grupo em que seu show foi transmitido no YouTube em 2012 e o grupo que mais foram transmitidos seus shows no YouTube.

2013 - Grandes emoções!
- Em 3 de abril, foi anunciado que teriam o seu primeiro evento no exterior intitulado "Cutie Circuito ~ Voyage a Paris ~" no dia 5 de julho, em Paris , França . Também foi anunciado que elas iriam se apresentar no Nippon Budokan pela primeira vez no dia 10 de setembro (dia de  °C-ute), para comemorar seu 200 desempenho em shows. Mais tarde foi anunciado pela Airi no Pacifico Yokohama Hall durante o ºC-ute Concert Tour 2013 ~Treasure Box~, que dia 9 de setembro, um dia antes do ℃-ute day, teria mais um show no Nippon Budokan, totalizando 2 shows. Sempre foi o sonho delas de se apresentarem no nomeado Nippon Budokan. Além do mais, o dia 10 de Setembro foi nomeado o Cute Day (ºC-ute no Hi) no Japão que será comemorado todo ano como um dia nacional. Elas receberam a certificação do Conselho de Celebrações do governo japonês.

- Lançado no dia 3 de abril, o single "Crazy Kanzen na Otona" se tornou o single mais vendido na história do grupo, totalizando uma venda de aproximadamente 53 mil copias quebrando seu antigo recorde "Aitai, aitai, aitai na" que vendeu aproximadamente 50 mil cópias. Mas no dia 10 de julho de 2013, "Crazy Kanzen na Otona" foi batido pelo single "Adam to Eve no Dillema/Kanashiki Amefuri", seu primeiro single a-side, vendendo em sua primeira semana um total de 61 mil cópias se tornando o single mais vendido. Mais tarde, o 22nd single, foi batido pelo 23th single, "Tokai no Hitorigurashi/Ai tte Motto Zanshin" que vendeu pouco mais de 65 mil cópias. Com o total de vendas do grupo (álbuns + singles), foi o melhor ano de vendas do grupo! Além do mais, foi o ano que seus recordes de vendas de seus singles foram batidos 3x no mesmo ano, uma façanha conseguidos por poucos grupos dentro da Hello! Project.

- ºC-ute fechou o ano com chave de ouro, 2 shows no nomeado Nippon Budokan além do primeiro evento exterior em Paris, França ("Cutie Circuito ~ Voyage a Paris ~"), ºC-ute no Hi (10 de setembro, dia nacional do ºC-ute no Japão) e suas altas vendas de singles e álbum (estimativa de quase 225 mil cópias de vendas apenas em 2013)

2014
- Em 24 de fevereiro, foi anunciado que ℃-ute estaria colaborando com a Reebok intitulado  Your Reebok x ºC-ute, onde elas mesmas estariam criando 2 edições especiais tênis, um masculino e um feminino. No canal oficial da Reebok do Japão, postaram vídeos dessa colaboração e por fim, as integrantes mostram o produto final.

- Em 5 de março, foi anunciado que as integrantes em colaboração com a BS-TBS, terá um programa de TV com 6 episódios chamado ºC-ute no Challenge TV, com exibição toda última quinta do mês. Além de participar da BS-TBS Idol Campaign com a música Love take it all sendo a música tema das propagandas da campanha no canal.

- Em 15 de abril foi anunciado que Berryz Koubou e ºC-ute seriam os convidados de honra para o 15th Japan Expo em Paris.

- Em 16 de julho, a líder, Maimi Yajima anunciou que a final da nova turnê do grupo intitulada "Monster"  será encerrada no Nippon Budokan realizado no dia 11 de novembro.

- No dia 10 de setembro (ºC-ute no Hi), foi realizado a comemoração especial no dia nacional do grupo no Nippon Budokan, intitulada: ºC-ute no Hi Special Concert 2014 ~Thank You Berikyuu! in Nippon Budokan.

- No final da turnê Monster no Nippon Budokan realziado no dia 11 de novembro, em comemoração aos 10 anos de aniversário do grupo, foi anunciado que no dia 11 de Junho de 2015 (dia oficial do anúncio da formação do grupo em 2005) realizariam um show especial no renomado Yokohama Arena.

2015 10 Anos!
- Além do show no Yokohama Arena, o 27th single "The Middle Management ~Josei Chuukan Kanrishoku~ / Gamusha LIFE / Tsugi no Kado wo Magare." seria o single de comemoração aos 10 anos do grupo.

- No dia 26 de abril o grupo anunciou que faria outro show fora do Japão e desda vez o país escolhido foi o México. O show intitulado "℃-ute Cutie Circuit ~¡Vamos a México!~" será realizado no dia 19 de setembro.

## Discografia e Singles
Os seguintes CDs e DVD são lançados no selo Zetima.
| Singles não oficiais |                                                                                           |                                                                          | |
| 1                    | Massara Blue Jeans                                                                        | 『まっさらブルージーンズ』                                               | Data de lançamento: 6 de Maio de 2006 - Posição de vendas na primeira semana no Oricon: - - Vendas na primeira semana: - - Total de vendas: - |
| 2                    | Soku Dakishimete                                                                          | 『即 抱きしめて』                                                        | Data de lançamento: 3 de junho de 2006 - Posição de vendas na primeira semana no Oricon: - - Vendas na primeira semana: - - Total de vendas: - |
| 3                    | Ōkina Ai de Motenashite                                                                   | 『大きな愛でもてなして』                                                 | Data de Lançamento: 9 de julho de 2006 - Posição de vendas na primeira semana no Oricon: - - Vendas na primeira semana: - - Total de vendas: - Nota: Essa música foi utilizada como ending do anime Kirarin Revolution                                      |
| 4                    | Wakkyanai (Z)                                                                             | 『わっきゃない（Ｚ）』                                                   | Data de Lançamento: 29 de julho 2006 - Posição de vendas na primeira semana no Oricon: - - Vendas na primeira semana: - - Total de vendas: - Nota: Último single de Megumi Murakami.                                                                        |
| Singles oficiais     |                                                                                           |                                                                          | |
| 1                    | Sakura Chirari                                                                            | 『桜チラリ』                                                             | Data de Lançamento: 21 de fevereiro de 2007 - Posição de vendas na primeira semana no Oricon: 5 - Vendas na primeira semana: 23,827 - Total de vendas: 26,595 Nota: Primeiro single oficial do grupo e sem Megumi Murakami                                  |
| 2                    | Meguru Koi no Kisetsu                                                                     | 『めぐる恋の季節』                                                       | Data de Lançamento: 11 de julho de 2007 - Posição de vendas na primeira semana no Oricon: 5 - Vendas na primeira semana: 23,810 - Total de vendas: 26,785 Nota: A música foi indicada para o Cable Music Award e acabou ganhando                            |
| 3                    | Tokaikko Junjō                                                                            | 『都会っ子 純情』                                                        | Data de Lançamento: 17 de outubro de 2007 - Posição de vendas na primeira semana no Oricon: 3 - Vendas na primeira semana: 27,943 - Total de vendas: 38,085 Nota: A música foi indicada para o New Artist Award e o Best New Artist Award e acabou ganhando |
| 4                    | LALALA Shiawase no Uta                                                                    | 『LALALA 幸せの歌』                                                      | - Data de Lançamento: 27 de fevereiro de 2008 - Posição de vendas na primeira semana no Oricon: 6 - Vendas na primeira semana: 29,086 - Total de vendas: 31,650                                                                                             |
| –                    | Koero! Rakuten Eagles                                                                     | 『越えろ！楽天イーグルス』                                               | Data de Lançamento: 20 de março de 2008 - Posição de vendas na primeira semana no Oricon: - - Vendas na primeira semana: - - Total de vendas: - Nota: Música feita para o time de beisebol Rakuten Eagle.                                                   |
| 5                    | Namida no Iro                                                                             | 『涙の色』                                                               | Data de Lançamento: 23 de abril de 2008 - Posição de vendas na primeira semana no Oricon: 4 - Vendas na primeira semana: 30,008 - Total de vendas: 33,426                                                                                                   |
| 6                    | Edo no Temari Uta II                                                                      | 『江戸の手毬唄Ⅱ』                                                        | Data de Lançamento: 30 de julho de 2008 - Posição de vendas na primeira semana no Oricon: 5 - Vendas na primeira semana: 27,805 - Total de vendas: 35,789 Nota: A música foi indicada para a premiação do Gold Award (ganhou) e do Grand Prix (perdeu)      |
| 7                    | FOREVER LOVE                                                                              | 『FOREVER LOVE』                                                         | Data de Lançamento: 26 de novembro de 2008 - Posição de vendas na primeira semana no Oricon: 5 - Vendas na primeira semana: 26,603 - Total de vendas: 29,144 Nota: último single de Kanna Arihara.                                                          |
| 8                    | Bye Bye Bye!                                                                              | 『Bye Bye Bye!』                                                         | Data de lançamento: 15 de abril de 2009 - Posição de vendas na primeira semana no Oricon: 4 - Vendas na primeira semana: 24,882 - Total de vendas: 27,918                                                                                                   |
| 9                    | Shochū Omimai Mōshiagemasu                                                                | 『暑中お見舞い申し上げます』                                             | Data de Lançamento: 1 de julho de 2009 - Posição de vendas na primeira semana no Oricon: 5 - Vendas na primeira semana: 27,798 - Total de vendas: 33,613 Nota: Cover de 1970s do grupo Candies                                                              |
| 10                   | Everyday Zekkōchō!!                                                                       | 『EVERYDAY 絶好調！！』                                                  | Data de Lançamento: 16 de setembro de 2009 - Posição de vendas na primeira semana no Oricon: 2 - Vendas na primeira semana: 23,747 - Total de vendas: 27,750 Nota: último single de Erika Umeda                                                             |
| 11                   | SHOCK!/ Ikıyouze                                                                          | 『SHOCK！』                                                              | Data de Lançamento: 6 de janeiro de 2010 - Posição de vendas na primeira semana no Oricon: 5 - Vendas na primeira semana: 18,655 - Total de vendas: 23,389                                                                                                  |
| –                    | Shigatsu Sengen                                                                           | 『四月宣言』                                                             | Data de Lançamento: 24 de fevereiro de 2010 - Posição de vendas na primeira semana no Oricon: - - Vendas na primeira semana: - - Total de vendas: - |
| 12                   | Campus Life ~ Umarete kite Yokatta ~                                                      | 『キャンパスライフ～生まれて来てよかった～』                             | Data de Lançamento: 28 de abril de 2010 - Posição de vendas na primeira semana no Oricon: 5 - Vendas na primeira semana: 19,431 - Total de vendas: 23,932                                                                                                   |
| 13                   | Dance de Bakoon                                                                           | 『Danceでバコーン！』                                                    | Data de Lançamento: 25 de Agosto de 2010 - Posição de vendas na primeira semana no Oricon: 8 - Vendas na primeira semana: 21,677 - Total de vendas: 23,644                                                                                                  |
| 14                   | Aitai Lonely Christmas                                                                    | 『会いたいロンリークリスマス』                                           | Data de Lançamento: 1 de Dezembro de 2010 - Posição de vendas na primeira semana no Oricon: 6 - Vendas na primeira semana: 23,682 - Total de vendas: 26,238                                                                                                 |
| 15                   | Kiss me Aishiteru                                                                         | 『Kiss me 愛してる』                                                     | Data de lançamento: 23 de Fevereiro de 2011 - Posição de vendas na primeira semana no Oricon: 4 - Vendas na primeira semana: 21,827 - Total de vendas: 23,925                                                                                               |
| 16                   | Momoiro Sparkling                                                                         | 『桃色スパークリング』                                                   | Data de lançamento: 25 de Junho de 2011 - Posição de vendas na primeira semana no Oricon: 6 - Vendas na primeira semana: 18,172 - Total de vendas: 23,961                                                                                                   |
| 17                   | Sekaiichi HAPPY no Onna no ko                                                             | 『世界一HAPPYな女の子』                                                  | Data de lançamento: 7 de Setembro de 2011 - Posição de vendas na primeira semana no Oricon: 6 - Vendas na primeira semana: 16,638 - Total de vendas: 19,830 Nota: Single que menos vendeu na carreira do ºC-ute                                             |
| 18                   | Kimi wa Jitensha Watashi wa Densha de Kitaku!                                             | 『君は自転車 私は電車で帰宅』                                            | Data de lançamento: 18 de Abril de 2012 - Posição de vendas na primeira semana no Oricon: 3 - Vendas na primeira semana: 40,060 - Total de vendas: 46,096                                                                                                   |
| 19                   | Aitai Aitai Aitai na                                                                      | 『会いたい 会いたい 会いたいな』                                         | Data de lançamento: 5 de Setembro de 2012 - Posição de vendas na primeira semana no Oricon: 4 - Vendas na primeira semana: 46,827 - Total de vendas: 49,686                                                                                                 |
| 20                   | Kono Machi                                                                                | 『この街』                                                               | Data de lançamento: 6 de Fevereiro de 2013 - Posição de vendas na primeira semana no Oricon: 4 - Vendas na primeira semana: 24,361 - Total de vendas: 26,784 Nota: Cover de 1990s da cantora Chisato Moritaka                                               |
| 21                   | Crazy Kanzen na Otona                                                                     | 『Crazy 完全な大人』                                                     | Data de lançamento: 3 de Abril de 2013 - Posição de vendas na primeira semana no Oricon: 3 - Vendas na primeira semana: 47,420 - Total de vendas: 52,202 |
| 22                   | Kanashiki Amefuri / Adam to Eve no Dillema                                                | 『悲しき雨降り / アダムとイブのジレンマ』                                | Data de lançamento: 10 de julho de 2013 - Posição de vendas na primeira semana no Oricon: 4 - Vendas na primeira semana: 60,592 - Total de vendas: 64,080 Nota: Primeiro single a-side do grupo!                                                            |
| 23                   | Tokai no Hitorigurashi / Ai tte Motto Zanshin                                             | 『都会の一人暮らし ／ 愛ってもっと斬新』                                 | Data de lançamento: 6 de novembro de 2013 - Posição de vendas na primeira semana no Oricon: 3 - Vendas na primeira semana: 63,764 - Total de vendas: 67,748 Nota: Single que mais vendeu na carreira do °C-ute                                              |
| 24                   | Kokoro no Sakebi wo Uta ni Shitemita / Love take it all                                   | 『心の叫びを歌にしてみた ／ Love take it all』                           | Data de lançamento: 5 de março de 2014 - Posição de vendas na primeira semana no Oricon: 2 - Vendas na primeira semana:62.405 - Total de vendas: 67.534 |
| 25                   | The power! / Kanashiki Heaven                                                             | 『The power! ／ 悲しきヘブン』                                           | Data de lançamento: 15 de julho de 2014 - Posição de vendas na primeira semana no Oricon: 3 - Vendas na primeira semana:55.570 - Total de vendas: 57.015 |
| 26                   | I Miss You / The Future                                                                   | 『I Miss You / The Future 』                                             | Data de lançamento: 19 de novembro de 2014 - Posição de vendas na primeira semana no Oricon: 4 - Vendas na primeira semana:60,120 - Total de vendas: 62,690                                                                                                 |
| 27                   | The Middle Management ~Josei Chuukan Kanrishoku~ / Gamusha LIFE / Tsugi no Kado wo Magare | 『The Middle Management ～女性中間管理職～／我武者LIFE／次の角を曲がれ』 | Data de lançamento: 6 de maio de 2015 - Posição de vendas na primeira semana no Oricon: 3 - Vendas na primeira semana:60,689 - Total de vendas: 63,870 Nota: Primeiro single triple a-side                                                                  |

### Álbuns
| # | Título                                        | Data de lançamento     |
| - | --------------------------------------------- | ---------------------- |
| 1 | Cutie Queen Vol.1                             | 25 de outubro de 2006  |
| 2 | 2 Mini Ikiru to Iu Chikara                    | 17 de abril de 2007    |
| 3 | 3rd: Love Escalation                          | 12 de março de 2008    |
| 4 | 4 Akogare My Star                             | 28 de janeiro de 2009  |
| 5 | ℃-ute Nan Desu! Zen Single Atsumechaimashita! | 18 de novembro de 2009 |
| 6 | Chou Wonderful!                               | 4 de Abril de 2011     |
| 7 | Dai nana sho Utsukushikutte gomen ne          | 8 de fevereiro de 2012 |
| 8 | Queen of J-POP                                | 2 de setembro de 2013  |

### Outros
Muitos DVDs foram lançados para o fã-clube oficial e só são obtidas pelo correio por um tempo limitado.

## Photobooks
- Berryz Kobo & °C-ute em Hello! Project 2006 Summer (Lançado em 21 setembro, 2006)
- So cute!- °C-ute primeiro álbum de fotos (21 de fevereiro de 2007)
- Hajimattayo! Cutie Show- °C-ute photobook estréia show solo ao vivo (11 de abril de 2007)
- Descendo pelo Japão! Diário de Bordo de °C-ute in 2007 Summer- álbum de fotos de Cutie Circuit 2007 MAGICAL CUTIE TOUR ~ ~ (4 de outubro de 2007)

## Programas de Rádio
- Cutie Party - FM-FUJI, sábados 23:00-23:30 JST (Yajima, Suzuki & Okai, desde 7 de outubro de 2006 a 27 de setembro de 2008) com a porção de abertura Hello! Project Night
- °C-ute Cutie Paradise °C-ute キューティー☆パラダイス℃-ute Cutie Paradise - Radio Nihon, terças-feiras 21:30-22:00 JST (Umeda & Suzuki, desde 5 de novembro de 2008)

## Prêmios e reconhecimentos
- Kōhaku Uta Gassen: participante mais jovem - 11 anos de idade Mai Hagiwara (58 Kōhaku em 31 de dezembro de 2007)
- 49th Japan Record Awards: Award 2007 Novo artista do ano
- 50th Japan Record Awards: Melhores trabalhos do Ano 2008